# Carl Almenräder
Carl Almenräder (* 3. Oktober 1786 in Ronsdorf (heute Wuppertal); † 14. September 1843 in Biebrich) war ein deutscher Fagottist, Komponist und Instrumentenbauer.

## Leben
Carl Almenräder wurde als Sohn eines Lehrers geboren und erlernte autodidaktisch das Fagottspiel, als er mit dreizehn Jahren ein Fagott geschenkt bekam. 1810 war er zunächst im Theaterorchester in Köln tätig, wechselte dann 1812 nach Frankfurt am Main, wo er bis 1814 auch mehrfach als Solist auftrat. Er erlernte Komposition bei Aloys Schmitt und stellte sich 1814 als Komponist und Solist eines Rondos dem Frankfurter Publikum vor.
1817 wurde Almenräder im Theaterorchester in Mainz als Fagottist eingestellt. Von diesem Jahr an entwickelte er in jahrelanger Arbeit ein technisch ausgereiftes, spieltechnisch bewegliches und klanglich ausgeglichenes Fagott. 1819 wurde er in Köln ansässig, wo er sich in der Werkstatt seines Bruders dem Flöten- und Klarinettenbau widmete. 1822 trat Almenräder in die herzoglich-nassauische Hofkapelle in Biebrich am Rhein ein und wurde vom Musikverlag Schott als Berater für deren Blasinstrumentenfertigung verpflichtet.
1831 gründete er zusammen mit Johann Adam Heckel (1812–1877) in Biebrich eine eigene Werkstatt zur Herstellung von Holzblasinstrumenten. Für Schott blieb er weiterhin als Korrektor, Ausstimmer und Rohrlieferant tätig. 1843 erschien Almenräders umfangreiches Lehrwerk zu seinem 17-klappigen Fagott, das einen chromatischen Umfang von B1 – b2 bot, also vier Oktaven. Nach seinem Tod führte sein Kompagnon Johann Adam Heckel die gemeinsam gegründete Werkstätte weiter.
Nach einigen Adaptionen hat das deutsche Almenräder-Heckel-Fagott heute 25 bis 27 Klappen. Es verbreitete sich ausgehend vom deutschsprachigen Raum und wurde im 20. Jahrhundert international zum Standard.

## Werke
- Deux Duos pour deux Bassons, composés et dédiés à son père, conr. Almenräder, par Charles Almenräder, Oeuv. 10; Schott, 1825
- Introduction et Variations sur le thème „Es eilen die Stunden des Lebens so schnell“ für Fagott und Klavier, op. 4
- Des Hauses letzte Stunde, Ballade für Gesang und Klavier, 1833

## Veröffentlichungen
- Abhandlung über die Verbesserung des Fagotts, Mainz ~1820